# The Tick
The Tick  – amerykański serial telewizyjny (komedia) wyprodukowany przez Amazon Studios oraz Sony Pictures Television, który jest luźna adaptacją komiksu „Kleszcz” autorstwa Bena Edlunda.
Pilotowy odcinek został wyemitowany 19 sierpnia 2016 roku, a 6 odcinków pierwszej serii zostało udostępnionych 25 sierpnia 2017 roku na stronie internetowej platformy Amazon Studios.
17 maja 2019 roku, platforma Amazon ogłosiła zakończenie produkcji po dwóch sezonach.

## Zarys fabuły
Tick to prawie niezniszczalny superbohater przebrany za niebieskiego kleszcza. Zaprzyjaźnia się z Arthurem Everestem – dobrze wychowanym księgowym, który zostaje jego pomocnikiem. Próbują złapać złoczyńcę, Terrora.

## Obsada

### Główna
- Brendan Hines jako Superian[4]
- Griffin Newman jako Arthur Everest
- Jackie Earle Haley jako The Terror[5]
- Peter Serafinowicz jako The Tick[6]
- Scott Speiser jako The Punishment[7]
- Valorie Curry jako Dot Everest
- Yara Martinez jako pani Lint[8]

## Odcinki
| Sezon | Odcinki | Oryginalna emisja w (USA) Amazon Studios | Oryginalna emisja w (USA) Amazon Studios |
| Sezon | Odcinki | Premiera sezonu                          | Finał sezonu                             |
| ----- | ------- | ---------------------------------------- | ---------------------------------------- |
| 1     | 12      | 19 sierpnia 2016                         | 23 lutego 2018                           |
| 2     | 12      | 5 kwietnia 2019                          | 5 kwietnia 2019                          |

### Sezon 1 (2017–2018)
| #Nr | #  | Tytuł                                                                         | Reżyseria          | Scenariusz                                                            | Premiera w Amazon Studios |
| --- | -- | ----------------------------------------------------------------------------- | ------------------ | --------------------------------------------------------------------- | ------------------------- |
| 1   | 1  | The Tick                                                                      | Wally Pfister      | Ben Edlund                                                            | 18 sierpnia 2017          |
| 2   | 2  | Where's My Mind                                                               | Wally Pfister      | Ben Edlund                                                            | 25 sierpnia 2017          |
| 3   | 3  | Secret / Identity                                                             | Romeo Tirone       | David Fury                                                            | 25 sierpnia 2017          |
| 4   | 4  | Party Crashers                                                                | Sheree Folkson     | Joe Piarulli, Luan Thomas                                             | 25 sierpnia 2017          |
| 5   | 5  | Fear of Flying                                                                | Lev L. Spiro       | Susan Hurwitz Arneson                                                 | 25 sierpnia 2017          |
| 6   | 6  | Rising                                                                        | Romeo Tirone       | Jose Molina                                                           | 25 sierpnia 2017          |
| 7   | 7  | Tale from the Crypt                                                           | Thor Freudenthal   | David Fury                                                            | 23 lutego 2018            |
| 8   | 8  | After Midnight                                                                | Kate Dennis        | Mark Ganek                                                            | 23 lutego 2018            |
| 9   | 9  | My Dinner with Android                                                        | Kate Dennis        | Christopher McCulloch, Jose Molina, Bed Edlund, Susan Hurwitz Arneson | 23 lutego 2018            |
| 10  | 10 | Risky Bismuth                                                                 | Rosemary Rodriguez | Susan Hurwitz Arneson                                                 | 23 lutego 2018            |
| 11  | 11 | The Beginning of the End                                                      | Romeo Tirone       | Jose Malina                                                           | 23 lutego 2018            |
| 12  | 12 | The End of the Beginning (Of the Start of the Dawn of the Age of Superheroes) | Thor Freudenthal   | Ben Edlund, David Fury                                                | 23 lutego 2018            |

### Sezon 2 (2019)
| #Nr | #  | Tytuł                    | Reżyseria       | Scenariusz                     | Premiera w Amazon Studios |
| --- | -- | ------------------------ | --------------- | ------------------------------ | ------------------------- |
| 13  | 1  | Lesson One: Think Quick! | Romeo Tirone    | Ben Edlund                     | 5 kwietnia 2019           |
| 14  | 2  | A.E.G.I.S and You        | Romeo Tirone    | Dan Hernandez & Benji Samit    | 5 kwietnia 2019           |
| 15  | 3  | Hot Beige!               | Linda Mendoza   | Kit Boss                       | 5 kwietnia 2019           |
| 16  | 4  | Blood and Cake           | Linda Mendoza   | Susan Hurwitz Arneson          | 5 kwietnia 2019           |
| 17  | 5  | Magic is Real            | Carol Banker    | Mark Ganek                     | 5 kwietnia 2019           |
| 18  | 6  | Categorically Speaking   | Carol Banker    | Adam Starks & Francesca Gailes | 5 kwietnia 2019           |
| 19  | 7  | Lei-Lo, Ho!              | Wendey Stanzler | Kit Boss                       | 5 kwietnia 2019           |
| 20  | 8  | Joan!                    | Wendey Stanzler | Johanna Stokes                 | 5 kwietnia 2019           |
| 21  | 9  | In the Woods             | Kate Dennis     | Susan Hurwitz Arneson          | 5 kwietnia 2019           |
| 22  | 10 | Choose Love!             | Romeo Tirone    | Ben Edlund                     | 5 kwietnia 2019           |

## Produkcja
W marcu 2016 roku, poinformowano, że w tytułową rolę wcieli się Peter Serafinowicz.
W tym samym miesiącu poinformowano, że Brendan Hines zagra Superiana.
W kwietniu do serialu dołączył Jackie Earle Haley jako The Terror.
27 września 2016 roku platforma Amazon zamówiła pierwszy sezon.
Na początku lutego 2017 roku, ogłoszono, że Yara Martinez dołączyła do serialu jako pani Lint.
W kwietniu 2017 roku, poinformowano, że Scott Speiser zagra w komedii.
17 stycznia 2018 roku, platforma Amazon przedłuża serial o drugi sezon.